# Паганіка
Паганіка - частина міста Л'Аквіла, приблизно за 7 кілометрів на схід від історичного центру Л'Аквіли, з населенням близько 10 тисяч жителів.

## Географія, клімат, рослинність
Місто розташоване під гірськими масивами Гран-Сассо на півночі та Сіренте-Веліно на півдні. І хоча воно знаходиться майже на широті Риму, клімат тут значно холодніший через значну висоту, близько 670 метрів, над рівнем моря.
Середньорічна мінімальна температура становить 5 °C (з середньорічним максимумом 14 °C, і середньорічною температурою 9 °C). Рослинність змішана: сосна, ялина, дуб, клен, тополя, верба, горіх.

## Походження назви
Назва міста, найбільш імовірно, походить від латинського pagus (село).

## Історія
Є підстави вважати, що Паганіка виникла в часи Римської республіки (7 століття до н. е.) на кордоні італійських народів Сабіни та Вестини, що населяли місцевість між гірськими ланцюгами Гран-Сассо та Сіренте-Веліно. Про це свідчать кам'яні знахідки з написами та ілюстраціями з життя республіканського та імперського Риму у базиліці Сан-Джустіно і на віллі Драгонетті, а також у Національному музеї Абруццо у Аквілі.
У 281 році н. е. на територію Паганіки прибуває Сан Джустіно, майбутній покровитель Паганіки. Завдяки його проповіді Євангелія за участі членів його родини (були замучені п'ятьма роками пізніше) у цій місцевості було започатковане християнство. Вшанування пам'яті Сан Джустіно відбувається у понеділок після Великодня. 
У візантійський період (4 ст. — 14 ст.) у Паганіці та навколо неї було чимало сільськогосподарських господарств (contrade), про що свідчать численні нотаріальні документи тих часів, хоча документів, що датуються останніми століттями першого тисячоліття, не багато. Зокрема, Паганіка згадується у 981 році у грамоті імператора Оттона I абату Івану III. Більше історичних джерел з'являється починаючи з періоду норманського завоювання (11 ст).
У 12 столітті Паганіка була головним центром регіону, що сприяло зростанню його населення. Район, багатий на джерельні води, які витікають з гірського масиву Гран-Сассо. Це сприяло розвитку орного господарства на землях, які можна зрошувати цілий рік. Було поширено сільськогосподарське, плодоовочеве та шафранове виробництво, на великій гірській території було багато літніх пасовищ для отар худоби. Також тут було багато водяних млинів, шкіряних заводів і валяльних фабрик, налагоджене виробництво паперу та виробів з міді (мідну руду видобували неподалік, у горах поблизу Луколі).
Жителі Паганіки брали участь у заснуванні у 1254 році міста Лаквіли, яке виникло як агломерація кількох десятків замків та невеликих міських поселень, що об'єдналися після падіння Західної Римської імперії. У 1266 році Лаквілі Карлом I Анжуйським були надані права вільного муніципалітету.
У 14-16 століттях регіон кілька разів зазнає суттєвих руйнувань в результаті військового протистояння між великими феодалами з сусідніх регіонів Італії та Іспанії. Територія сильно постраждала також від епідемії чуми 1656 року та від землетрусу 1703 року.
Зі скасуванням дворянського феодалізму на початку 19 століття, Паганіка була реорганізована в муніципалітет, керований мером і муніципальною радою. У 1816 році Паганіка стала столицею округу, куди входили райони Онна, Баццано і Темпера. 2 січня 1927 року король Віктор Емануїл III видав указ про реорганізацію провінційних округів. У той же час було прийнято положення про утворення так званої Великої Лаквіли, коли було об'єднано вісім навколишніх муніципалітетів зі столицею у Л'Аквілі. До Великої Лаквіли увійшла також і Паганіка, у якій на той час було 6266 жителів. У той же час тривала централізація державного управління у Л'Аквілі, зокрема у Паганіці було ліквідовано магістратський суд.
У 1943 році Паганіка була окупована нацистами. Німці оселилися в місті, зайнявши у центрі міста деякі приватні будинки та церкви, монастир Ордену Братів Менших, палац герцогів і віллу Драгонетті. Воєнні події безпосередньо не торкнулися міста, особливих руйнувань не зафіксовано. У регіоні був сильний рух Опору, якого німецькі вояки боялися.
Після війни, у 1945 році, знову пожвавились зусилля по відновленню муніципалітету Паганіка. 10 червня 1990 року були проведені консультативні референдуми щодо створення муніципалітетів Паганіка та Арискія, і після позитивного результату 5 березня 1992 року обласна рада схвалила регіональний закон про реконституцію муніципалітетів, однак 5 липня уряд оскаржив цей закон і спір було передано на розгляд Конституційного суду, який 18 грудня 1992 р висловив негативний висновок. Таким чином, разом з п'ятьма стародавніми селами (Баццано, Онна, Пескомаджоре, Сан-Грегоріо і Темпера) Паганіка є одним з дванадцяти округів муніципалітету Л'Аквіли.

## Землетруси
Під час землетрусу 9 і 10 вересня 1349 значних руйнувань зазнала церква Санта Марія Ассунта (chiesa di Santa Maria Assunta). 
Місто було майже повністю зруйноване під час землетрусів з 14 січня по 2 лютого 1703 року. 
Землетрус 6 квітня 2009 року завдав місту дуже серйозних збитків. Уряд Італії, з допомогою Європейського союзу, надав жителям тимчасове житло у вигляді сейсмостійких тимчасових модульних будинків. У 2011 році розпочалися роботи з реконструкції, що дозволило жителям повернутися до міста та відновити пошкоджену історичну спадщину. Тим не менше, на початок 2024 року у місті усе ще залишається значна кількість пошкоджених землетрусом будівель.

## Пам'ятники та визначні місця

### Християнські церкви і монастирі
Святилище Мадонна д'Аппарі, знаходиться у горах, біля дороги від Паганіки до сіл Камарда та Ассерджі, біля потоку Райяле, і є найбільш відомою пам'яткою Паганіки. Церква була побудована у 13 столітті жителями Паганіки після того, як місцева пастушка Маддалена К'яравалле, яка щодня в цьому місці випасала свої отари, побачила там Богоматір, що плакала над мертвим Христом. За короткий час населення села збудувало спочатку невеличку едикулу на честь Богородиці, а потім невелику церкву, встановлену на скелястому масиві. Споруда кілька разів добудовувалась у 1519 і 1559 роках. У 1596 році у церкві було встановлено картини Помпео Маусоніо під назвою «Богоматір Найсвятішої Вервиці з п'ятнадцятьма таємницями». У 1944 році під час повітряного нападу союзників поблизу будівлі впали дві авіабомби, які не розірвалися, що укріпило віру жителів у особливість місця і святилища. У 1999 році було здійснено реставрацію церкви, переважно фресок всередині.  Як структурну частина, так і фрески будівлі були знову відреставровані після землетрусу 2009 року, після чого церква була знову відкрита у жовтні 2011 року. Згодом волонтери упорядкували територію перед церквою, обладнали до неї стежку від Паганіки. Богослужіння у святилищі проводяться кілька разів на рік на найбільші свята, також тут здійснюють вінчання подружніх пар, проходять концерти духовної музики. Святкування пам'яті явлення Богородиці відбувається у вівторок після Великодня. У цей день здійснюється процесія від собору Паганіки до святилища, а також меса у святилищі.
Базиліка Сан-Джустіно
Церква 8 — 12 століття, пам'ятник романського стилю Абруццо, одна з перших будівель міста, знаходиться на міському кладовищі. Базиліка побудована у 4-6 століттях на місці поховання пресвітера Джустіно, кілька разів була відремонтована в різні періоди, повністю перебудована в романський період.
Церква Санта Марія Ассунта
Парафіяльна церква Санта Марія Ассунта збудована у 14 столітті на центральній площі Умберто I на місці парафіяльної церкви 1195 року. Чотирикутний фасад, добудований у 1655 році, у гладкій завісі з тесаних каменів, має урочистий портал і балкон з кованого заліза на струнній рамі, яка використовується для показу реліквій у свято покровителя міста святого Джустіно. Праворуч від порталу вмуровано скульптурний фрагмент з павичами, датований XII століттям.
 Монастир бідних сестер св'ятої К’яри 
Діючий жіночий Монастир бідних сестер св'ятої К’яри було переміщено з Лаквіли у 1997 році .  
Церква Непорочного зачаття Діви Марії
(La chiesa della Concezione), побудована у 1771-1776 роках на місці каплиці Святого Івана Хрестителя, розташованої біля лікарні. У 1771 році церква перейшла у власність чернечого ордену Братства Зачаття, що обумовило її сучасну назву. Церква була дуже сильно пошкоджена землетрусом 2009 року. У 2018 році вона була відреставрувана, проте служіння там не відбуваються. 

## Спорт
У Паганіці є волейбольна, футбольна та команда регбі, кінний центр. Кожного року, 17 червня, у Паганіці проводиться традиційне спортивне змагання: естафета з капелюхами (Corsa del cappello), коли учасники передають капелюх, як естафетну паличку.

## Галерея зображень

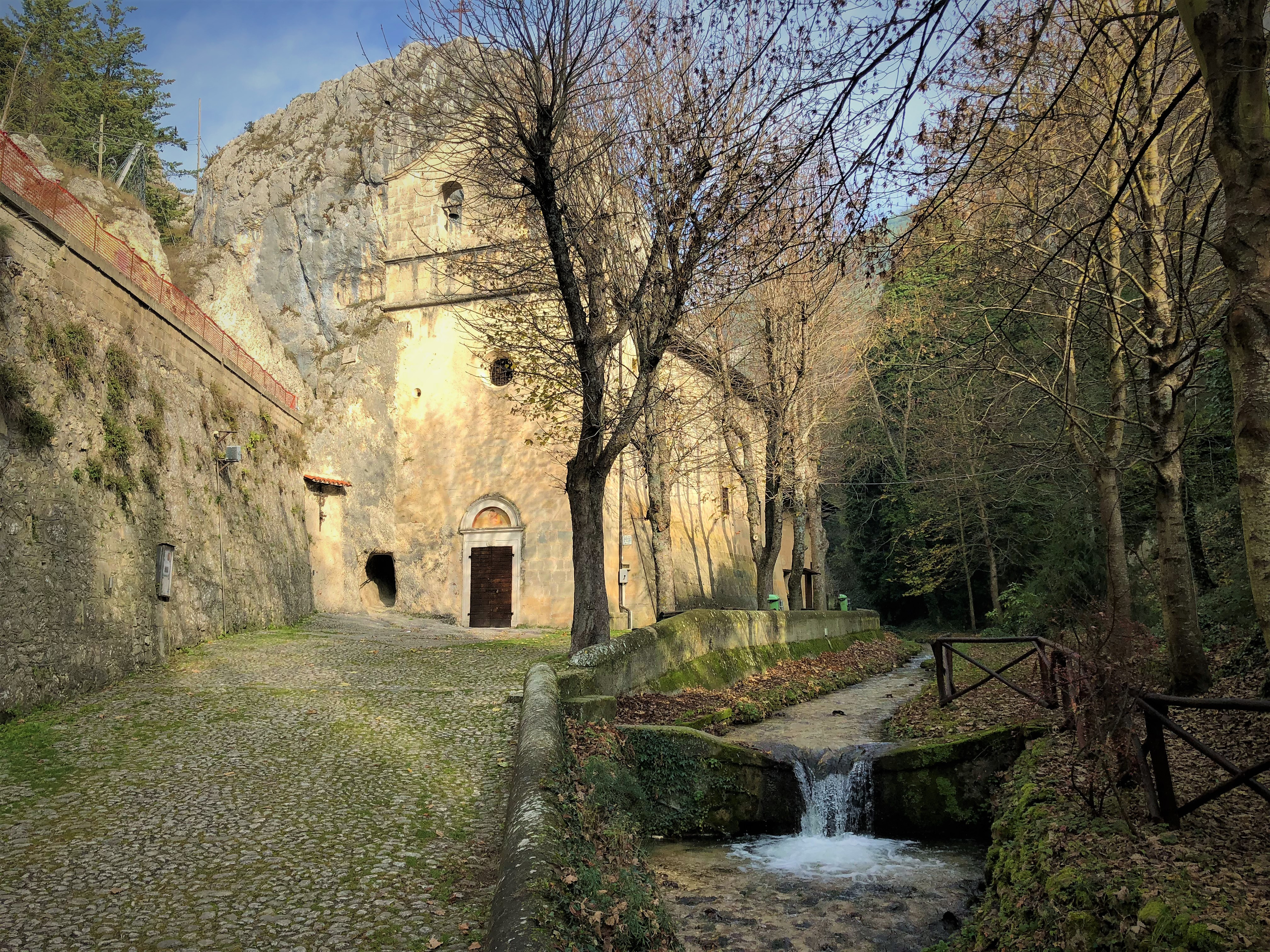
Святилище Мадонна д'Аппарі
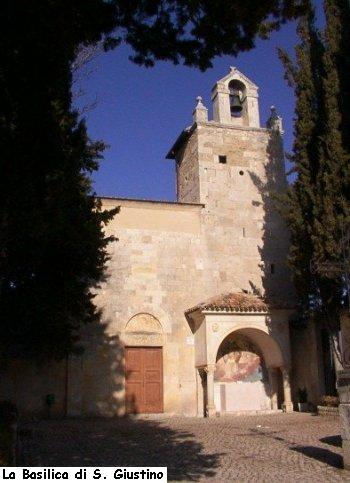
Базиліка Сан Джустіно
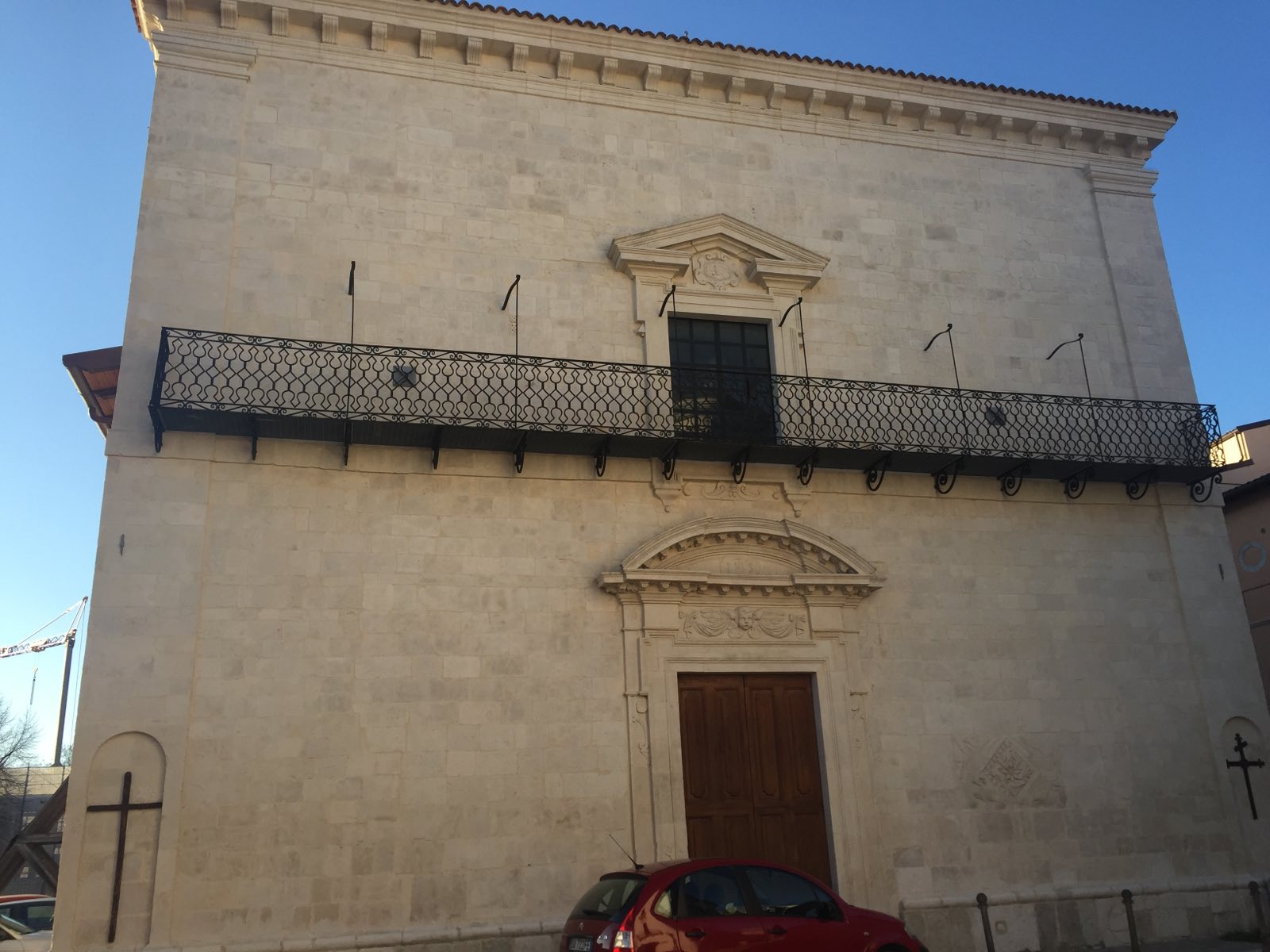
Фасад церкви Санта Марія Ассунта
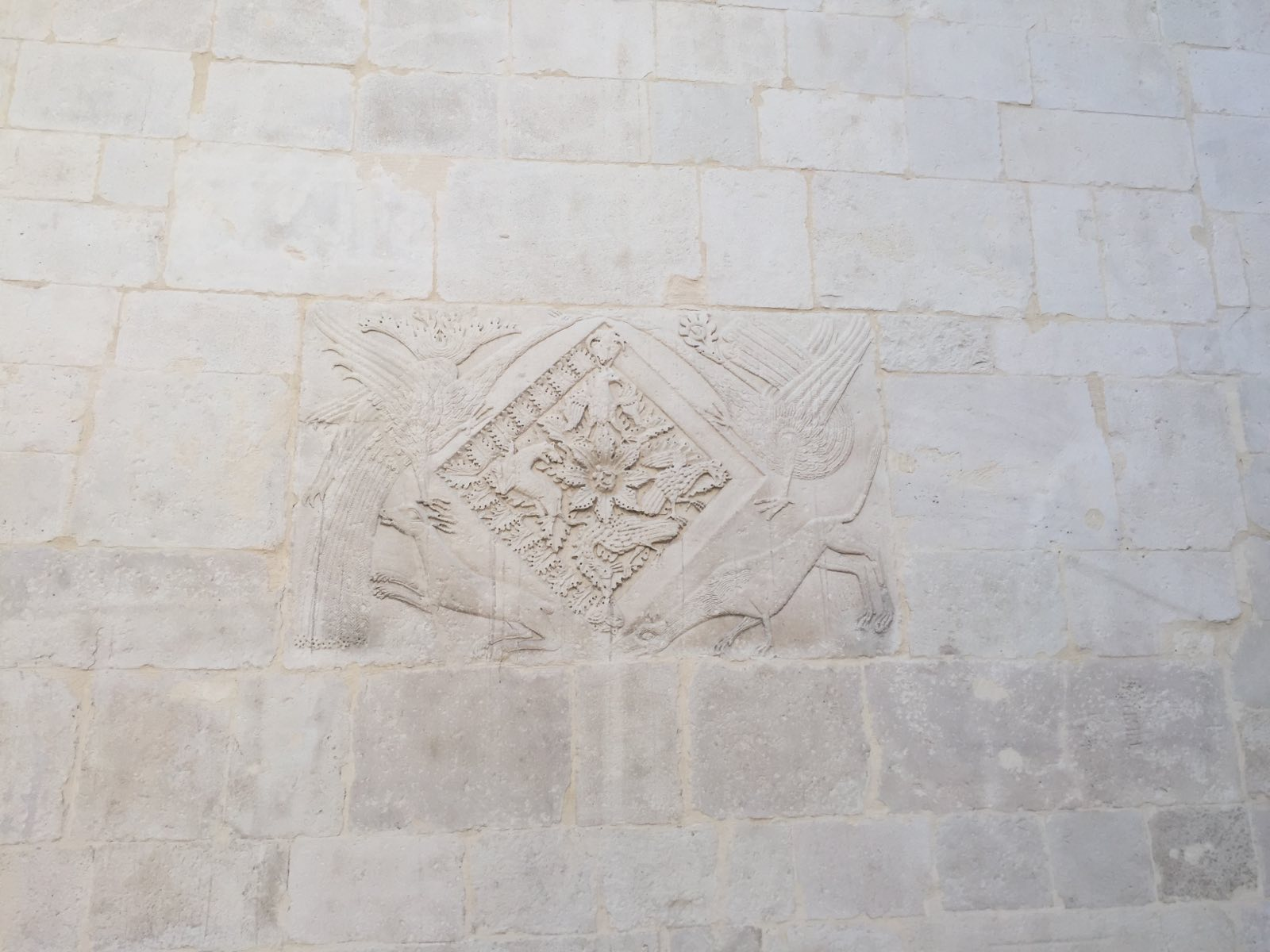
Cкульптурний фрагмент з павичами 12 століття, вмурований у фасад церкви Санта Марія Ассунта
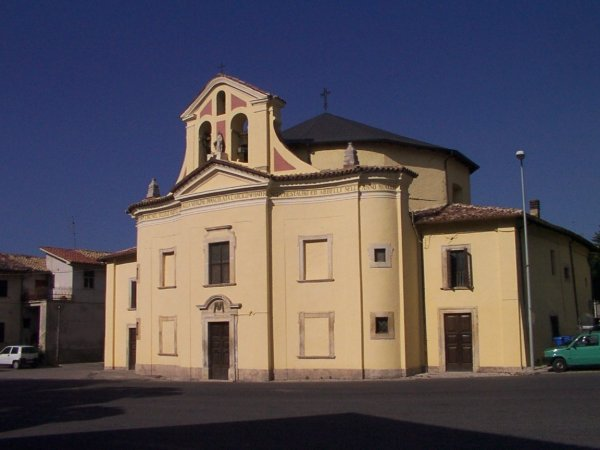
Церква Непорочного зачаття Діви Марії
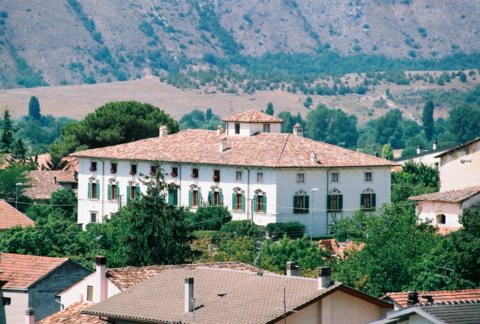
Палаццо Драгонетті
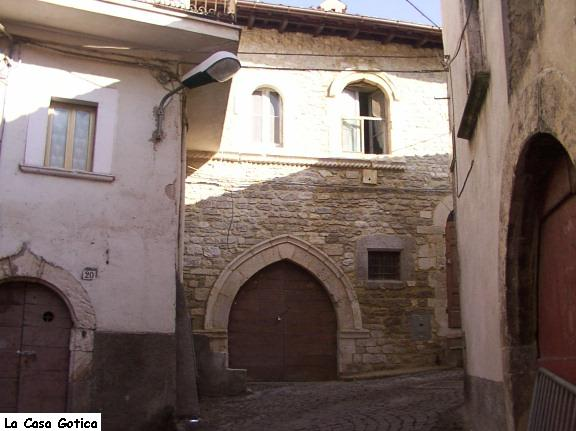
Готичний будинок XIV століття
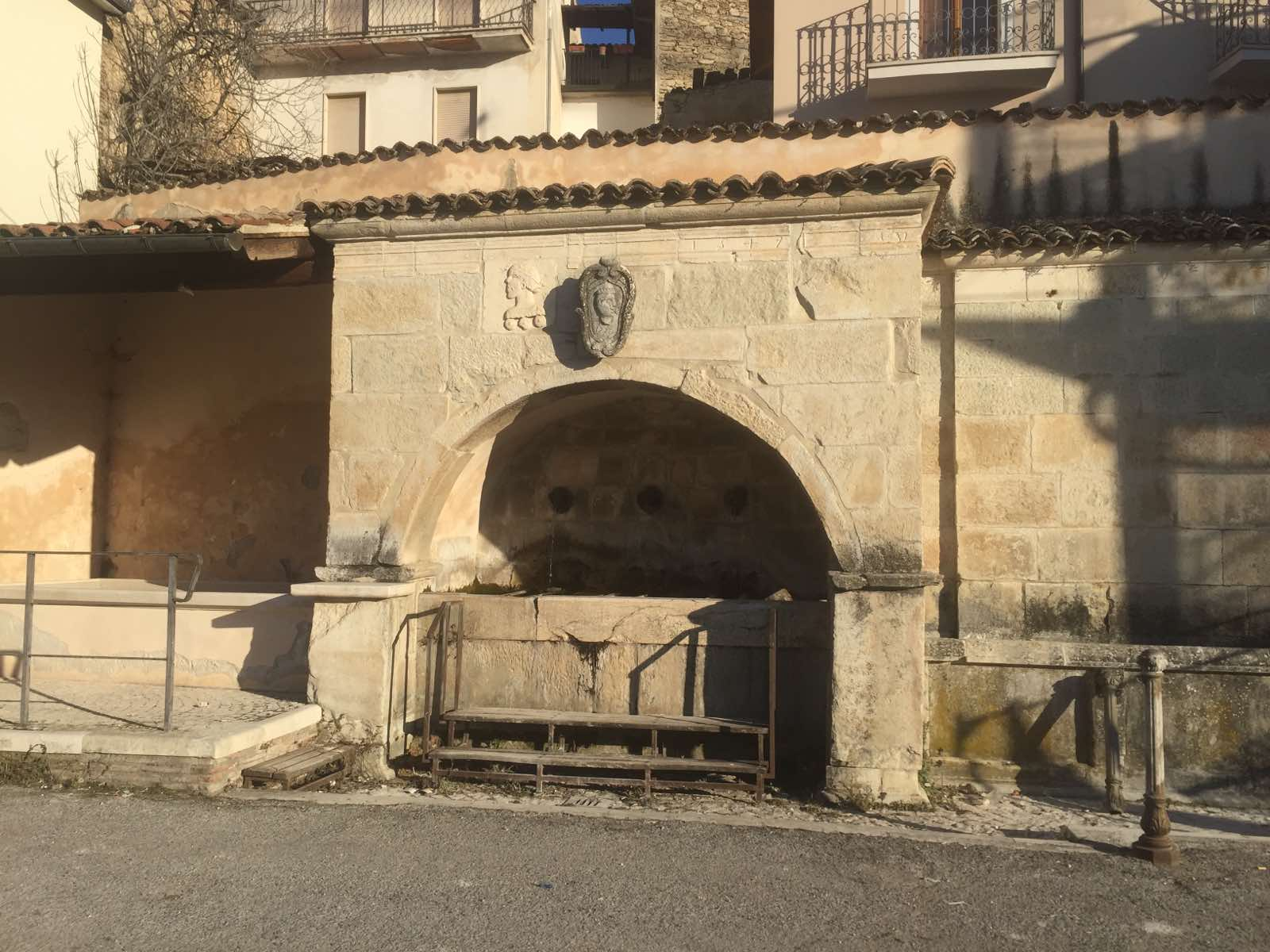
Середньовічний фонтан Борго Фонтевеккья
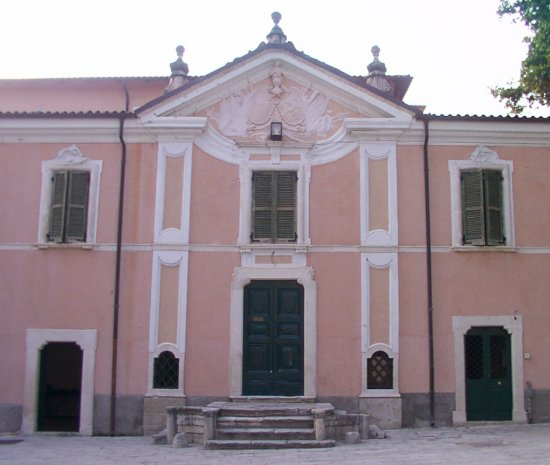
Герцогський палац
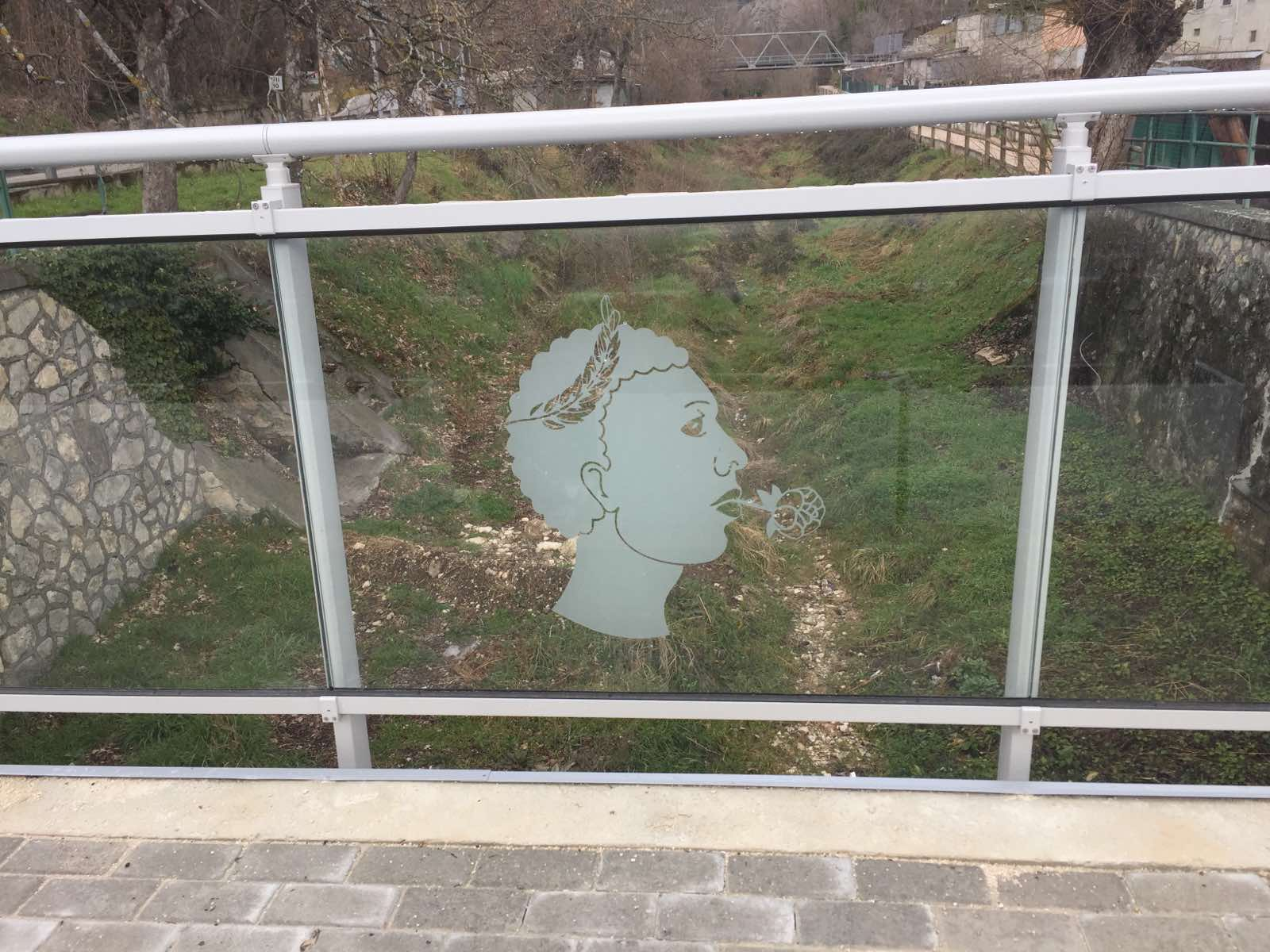
Мавр з трояндою в зубах, неофіційний символ Паганіки (зображення на мосту через потік Райяле)
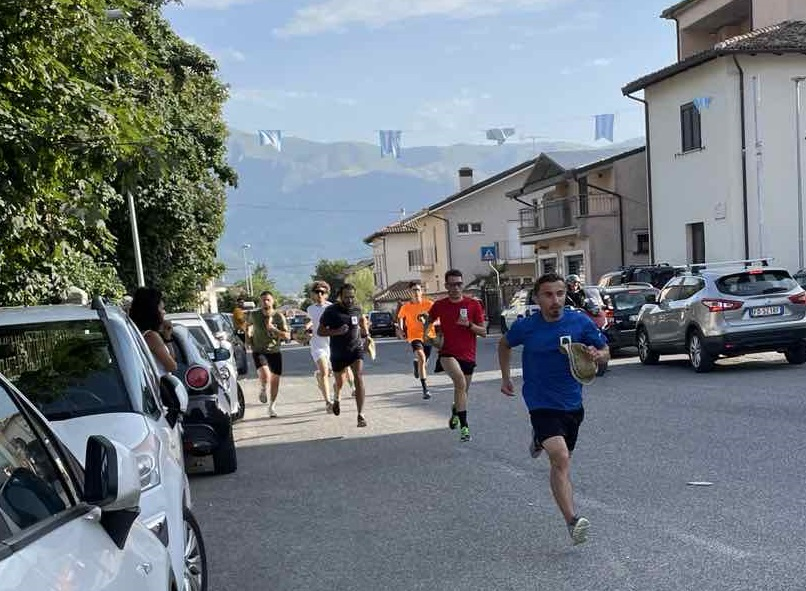
Естафета з капелюхами у Паганіці 7-го липня 2024